# NGC 5045
NGC 5045 (другое обозначение — ESO 96-SC5) — рассеянное скопление в созвездии Центавр. Скопление открыто 16 июня 1835 года Джоном Гершелем с помощью 18-дюймового рефлекторного телескопа. Гершель описал объект как большое скопление или необычно плотную часть Млечного Пути, состоящее из 34 звезд 11-й величины и 150 – 200 звезд меньшей величины.
По наблюдениям немецких астрономов, сделанных в Намибии, скопления на указанных координатах не существует. Скопление обычно описывается как богатая звездами область, но ни на снимках, сделанных из Намибии, ни в DSS объект не наблюдается. Рядом расположены наблюдаемые объекты NGC 4815 и NGC 5281.
Корвин так же не нашёл этого объекта. Корвин и Селигман выдвигают гипотезу касательно того, что именно наблюдал Гершель, что затем вошло в каталог как NGC 5045: это может быть звездное скопление NGC 5155, по ошибке попавшее в каталог дважды.
Этот объект входит в число перечисленных в оригинальной редакции «Нового общего каталога».